# Tour de Langkawi 2007
Il Tour de Langkawi 2007, dodicesima edizione della corsa, si svolse dal 2 al 11 febbraio su un percorso di 1373 km ripartiti in 10 tappe. Fu vinto dal francese Anthony Charteau della Crédit Agricole davanti ai colombiani José Serpa e Walter Pedraza.

## Tappe
| Tappa  | Data        | Percorso                        | km   | Vincitore di tappa  | Leader cl. generale |
| ------ | ----------- | ------------------------------- | ---- | ------------------- | ------------------- |
| 1ª     | 2 febbraio  | Dataran Lang > Underwater World | 81   | Alberto Loddo       | Alberto Loddo       |
| 2ª     | 3 febbraio  | Kangar > Kulim                  | 166  | Maximiliano Richeze | Maximiliano Richeze |
| 3ª     | 4 febbraio  | Kuala Kangsar > Brinchang       | 133  | Anthony Charteau    | Anthony Charteau    |
| 4ª     | 5 febbraio  | Gua Mersang > Kota Bahru        | 178  | Alberto Loddo       | Anthony Charteau    |
| 5ª     | 6 febbraio  | Kota Bahru > Kuala Terrenganu   | 167  | Alberto Loddo       | Anthony Charteau    |
| 6ª     | 7 febbraio  | Kuala Terrenganu > Cukai        | 141  | Alberto Loddo       | Anthony Charteau    |
| 7ª     | 8 febbraio  | Kuantan > Karak                 | 170  | Shinichi Fukushima  | Anthony Charteau    |
| 8ª     | 9 febbraio  | Shah Alam > Genting Highlands   | 84   | José Serpa          | Anthony Charteau    |
| 9ª     | 10 febbraio | Putrajaya > Seremban            | 173  | Pavel Brutt         | Anthony Charteau    |
| 10ª    | 11 febbraio | Kuala Lumpur > Kuala Lumpur     | 80   | Alberto Loddo       | Anthony Charteau    |
| Totale | Totale      | Totale                          | 1373 |                     |                     |

## Dettagli delle tappe

### 1ª tappa
- 2 febbraio: Dataran Lang > Underwater World – 81 km

| Pos. | Corridore           | Squadra       | Tempo    |
| ---- | ------------------- | ------------- | -------- |
| 1    | Alberto Loddo       | Diquigiovanni | 1h49'23" |
| 2    | Guillermo Bongiorno | Panaria       | s.t.     |
| 3    | Maximiliano Richeze | Panaria       | s.t.     |

| Pos. | Corridore           | Squadra       | Tempo    |
| ---- | ------------------- | ------------- | -------- |
| 1    | Alberto Loddo       | Diquigiovanni | 1h49'13" |
| 2    | Koji Fukushima      | NIPPO Corp.   | a 1"     |
| 3    | Guillermo Bongiorno | Panaria       | a 4"     |

### 2ª tappa
- 3 febbraio: Kangar > Kulim – 166 km

| Pos. | Corridore           | Squadra       | Tempo    |
| ---- | ------------------- | ------------- | -------- |
| 1    | Maximiliano Richeze | Panaria       | 3h55'41" |
| 2    | Daryl Impey         | Sudafrica     | s.t.     |
| 3    | Alberto Loddo       | Diquigiovanni | s.t.     |

| Pos. | Corridore           | Squadra       | Tempo    |
| ---- | ------------------- | ------------- | -------- |
| 1    | Maximiliano Richeze | Panaria       | 5h44'50" |
| 2    | Alberto Loddo       | Diquigiovanni | s.t.     |
| 3    | Koji Fukushima      | NIPPO Corp.   | a 5"     |

### 3ª tappa
- 4 febbraio: Kuala Kangsar > Brinchang – 133 km

| Pos. | Corridore          | Squadra         | Tempo    |
| ---- | ------------------ | --------------- | -------- |
| 1    | Anthony Charteau   | Crédit Agricole | 3h40'51" |
| 2    | Walter Pedraza     | Diquigiovanni   | a 3'54"  |
| 3    | Yoann Le Boulanger | Bouygues        | a 4'29"  |

| Pos. | Corridore        | Squadra         | Tempo    |
| ---- | ---------------- | --------------- | -------- |
| 1    | Anthony Charteau | Crédit Agricole | 9h25'43" |
| 2    | Walter Pedraza   | Diquigiovanni   | a 4'00"  |
| 3    | Thomas Voeckler  | Bouygues        | a 4'39"  |

### 4ª tappa
- 5 febbraio: Gua Mersang > Kota Bahru – 178 km

| Pos. | Corridore           | Squadra       | Tempo    |
| ---- | ------------------- | ------------- | -------- |
| 1    | Alberto Loddo       | Diquigiovanni | 4h00'58" |
| 2    | Maximiliano Richeze | Panaria       | s.t.     |
| 3    | Daryl Impey         | Sudafrica     | s.t.     |

| Pos. | Corridore        | Squadra         | Tempo    |
| ---- | ---------------- | --------------- | -------- |
| 1    | Anthony Charteau | Crédit Agricole | 9h25'43" |
| 2    | Walter Pedraza   | Diquigiovanni   | a 4'00"  |
| 3    | Thomas Voeckler  | Bouygues        | a 4'39"  |

### 5ª tappa
- 6 febbraio: Kota Bahru > Kuala Terrenganu – 167 km

| Pos. | Corridore           | Squadra            | Tempo    |
| ---- | ------------------- | ------------------ | -------- |
| 1    | Alberto Loddo       | Diquigiovanni      | 3h55'07" |
| 2    | Maximiliano Richeze | Panaria            | s.t.     |
| 3    | Nicholas Sanderson  | SouthAustralia.com | s.t.     |

| Pos. | Corridore        | Squadra         | Tempo     |
| ---- | ---------------- | --------------- | --------- |
| 1    | Anthony Charteau | Crédit Agricole | 17h21'48" |
| 2    | Walter Pedraza   | Diquigiovanni   | a 4'00"   |
| 3    | Thomas Voeckler  | Bouygues        | a 4'39"   |

### 6ª tappa
- 7 febbraio: Kuala Terrenganu > Cukai – 141 km

| Pos. | Corridore            | Squadra       | Tempo    |
| ---- | -------------------- | ------------- | -------- |
| 1    | Alberto Loddo        | Diquigiovanni | 3h00'57" |
| 2    | Maximiliano Richeze  | Panaria       | s.t.     |
| 3    | Charles Bradley Huff | Slipstream    | s.t.     |

| Pos. | Corridore        | Squadra         | Tempo     |
| ---- | ---------------- | --------------- | --------- |
| 1    | Anthony Charteau | Crédit Agricole | 20h22'45" |
| 2    | Walter Pedraza   | Diquigiovanni   | a 4'00"   |
| 3    | Thomas Voeckler  | Bouygues        | a 4'39"   |

### 7ª tappa
- 8 febbraio: Kuantan > Karak – 170 km

| Pos. | Corridore          | Squadra     | Tempo    |
| ---- | ------------------ | ----------- | -------- |
| 1    | Shinichi Fukushima | NIPPO Corp. | 3h47'42" |
| 2    | Elio Aggiano       | Tinkoff     | a 2"     |
| 3    | Pierre Drancourt   | Bouygues    | a 12"    |

| Pos. | Corridore          | Squadra         | Tempo     |
| ---- | ------------------ | --------------- | --------- |
| 1    | Anthony Charteau   | Crédit Agricole | 24h13'12" |
| 2    | Shinichi Fukushima | NIPPO Corp.     | a 3'26"   |
| 3    | Walter Pedraza     | Diquigiovanni   | a 3'59"   |

### 8ª tappa
- 9 febbraio: Shah Alam > Genting Highlands – 84 km

| Pos. | Corridore      | Squadra       | Tempo    |
| ---- | -------------- | ------------- | -------- |
| 1    | José Serpa     | Diquigiovanni | 2h25'49" |
| 2    | Walter Pedraza | Diquigiovanni | a 1'16"  |
| 3    | José Rujano    | Unibet.com    | a 1'44"  |

| Pos. | Corridore        | Squadra         | Tempo     |
| ---- | ---------------- | --------------- | --------- |
| 1    | Anthony Charteau | Crédit Agricole | 26h42'37" |
| 2    | José Serpa       | Diquigiovanni   | a 1'02"   |
| 3    | Walter Pedraza   | Diquigiovanni   | a 1'34"   |

### 9ª tappa
- 10 febbraio: Putrajaya > Seremban – 173 km

| Pos. | Corridore         | Squadra    | Tempo    |
| ---- | ----------------- | ---------- | -------- |
| 1    | Pavel Brutt       | Tinkoff    | 4h07'08" |
| 2    | Sergey Kolesnikov | Unibet.com | a 3"     |
| 3    | Pierre Drancourt  | Bouygues   | s.t.     |

| Pos. | Corridore        | Squadra         | Tempo     |
| ---- | ---------------- | --------------- | --------- |
| 1    | Anthony Charteau | Crédit Agricole | 30h50'19" |
| 2    | José Serpa       | Diquigiovanni   | a 1'02"   |
| 3    | Walter Pedraza   | Diquigiovanni   | a 1'34"   |

### 10ª tappa
- 11 febbraio: Kuala Lumpur > Kuala Lumpur – 80 km

| Pos. | Corridore           | Squadra       | Tempo    |
| ---- | ------------------- | ------------- | -------- |
| 1    | Alberto Loddo       | Diquigiovanni | 1h41'55" |
| 2    | Nikolay Trusov      | Tinkoff       | s.t.     |
| 3    | Maximiliano Richeze | Panaria       | s.t.     |

| Pos. | Corridore        | Squadra         | Tempo    |
| ---- | ---------------- | --------------- | -------- |
| 1    | Anthony Charteau | Crédit Agricole | 8h32'14" |
| 2    | José Serpa       | Diquigiovanni   | a 1'02"  |
| 3    | Walter Pedraza   | Diquigiovanni   | a 1'34"  |

## Classifiche finali

### Classifica generale
| Pos. | Corridore              | Squadra                                   | Tempo    |
| ---- | ---------------------- | ----------------------------------------- | -------- |
| 1    | Anthony Charteau       | Crédit Agricole                           | 8h32'14" |
| 2    | José Serpa             | Serramenti PVC Diquigiovanni-Selle Italia | a 1'02"  |
| 3    | Walter Pedraza         | Serramenti PVC Diquigiovanni-Selle Italia | a 1'34"  |
| 4    | David George           | Sudafrica                                 | a 3'06"  |
| 5    | Jai Crawford           | Giant Asia Racing Team                    | a 4'05"  |
| 6    | Ghader Mizbani Iranagh | Giant Asia Racing Team                    | a 4'14"  |
| 7    | Pavel Brutt            | Tinkoff Credit Systems                    | a 4'21"  |
| 8    | Yukihiro Doi           | Skil-Shimano                              | a 4'43"  |
| 9    | Luis Pasamontes        | Unibet.com                                | a 4'53"  |
| 10   | Hossein Askari         | Giant Asia Racing Team                    | a 4'54"  |